# 塞勒姆鎮區 (印地安納州特拉華縣)
塞勒姆鎮區（英語：Salem Township）是位於美國印地安納州特拉華縣的一個行政鎮區。

## 地方資料
根據2010年美國人口普查的數據，塞勒姆鎮區的面積為91.30平方千米，當中陸地面積為90.90平方千米，而水域面積為0.40平方千米。當地共有人口4034人，而人口密度為每平方千米44.18人。